# Jonathan Calleri
Jonathan Calleri (23. september 1993 i Buenos Aires, Argentina) er en argentinsk fodboldspiller, der i øjeblikket spiller for Deportivo Alavés.

## Titler
Primera División de Argentina
- 2015 med Boca Juniors

Copa Argentina
- 2015 med Boca Juniors